# Лейк-Батлер (округ Юніон, Флорида)
Лейк-Батлер (англ. Lake Butler) — місто (англ. city) в США, в окрузі Юніон штату Флорида. Населення — 1986 осіб (2020).

## Географія
Лейк-Батлер розташований за координатами 30°1′4″ пн. ш. 82°20′36″ зх. д. / 30.01778° пн. ш. 82.34333° зх. д. (30.017687, -82.343360).  За даними Бюро перепису населення США в 2010 році місто мало площу 6,22 км², з яких 5,87 км² — суходіл та 0,35 км² — водойми.

## Демографія
Згідно з переписом 2010 року, у місті мешкало 1897 осіб у 747 домогосподарствах у складі 475 родин. Густота населення становила 305 осіб/км².  Було 838 помешкань (135/км²).
Расовий склад населення:
| - 70,0 % — білих - 26,7 % — чорних або афроамериканців - 0,4 % — корінних американців - 0,4 % — азіатів - 0,1 % — вихідців з тихоокеанських островів |

До двох чи більше рас належало 1,6 %. Частка іспаномовних становила 4,3 % від усіх жителів.
За віковим діапазоном населення розподілялося таким чином: 30,3 % — особи молодші 18 років, 59,4 % — особи у віці 18—64 років, 10,3 % — особи у віці 65 років та старші. Медіана віку мешканця становила 34,0 року. На 100 осіб жіночої статі у місті припадало 83,3 чоловіків;  на 100 жінок у віці від 18 років та старших — 82,3 чоловіків також старших 18 років.
Середній дохід на одне домашнє господарство  становив 37 480 доларів США (медіана — 27 763), а середній дохід на одну сім'ю — 43 258 доларів (медіана — 31 767). Медіана доходів становила 31 223 долари для чоловіків та 28 333 долари для жінок. За межею бідності перебувало 31,8 % осіб, у тому числі 43,4 % дітей у віці до 18 років та 14,9 % осіб у віці 65 років та старших.
Цивільне працевлаштоване населення становило 694 особи. Основні галузі зайнятості: освіта, охорона здоров'я та соціальна допомога — 34,4 %, роздрібна торгівля — 17,1 %, транспорт — 12,8 %, публічна адміністрація — 11,2 %.